# Selenops candidus
Selenops candidus är en spindelart som beskrevs av Muma 1953. Selenops candidus ingår i släktet Selenops och familjen Selenopidae.
Artens utbredningsområde är Jamaica. Inga underarter finns listade i Catalogue of Life.